# Gli Indesiderati d'Europa
Gli Indesiderati d'Europa (případně Los indeseados ¡Europa! a Les Unwanted de Europa) je španělsko-italský historický černobílý film. Odehrává se v Pyrenejích, na španělsko-francouzské hranici před a na začátku druhé světové války. Sleduje cesty lidí, kteří prchali před Španělskou občanskou válkou, a naopak těch, kteří nedlouho poté utíkali z Německem obsazené Francie (například filozof Walter Benjamin). Obsahuje dialogy v katalánštině, francouzštině a němčině. Ve snímku hrají Vicenç Altaió, Euplemio Macri, Catarina Wallenstein a další. Autory hudby jsou Pau Riba a John Cale. Premiéru měl 26. ledna 2018 na Rotterdamském mezinárodním filmovém festivalu. Do kin byl následně uveden 24. dubna 2018.

## Obsazení
| Euplemio Macrì        | Walter Benjamin |
| Catarina Wallenstein  | Lisa Fittko     |
| Marco Teti            | milice          |
| Pau Riba              | milice          |
| Bruno Duchêne         | milice          |
| Vicenç Altaió         | knihovník       |
| Raphaël Bismuth-Kimpe | Joseph Gurland  |
| Marta Reggio          | Henny Gurland   |